# Jil Caplan
Pour les articles homonymes, voir Guillen, Viale et Caplan.
 (décembre 2024).
Valentine Guillen-Viale, dite Jil Caplan, est une chanteuse, autrice et comédienne française, née le 23 octobre 1965 dans le 20e arrondissement de Paris.

## Biographie

### Formations
Jil Caplan poursuit des études de lettres modernes à la Sorbonne et prend des cours de théâtre au cours Florent lorsqu'elle rencontre Jay Alanski, producteur et compositeur de plusieurs chansons pop marquantes des années 1980.

### Années 1980: les premiers succès
Avec le budget d'un single alloué par la maison de disques Epic, Jil Caplan et Jay Alanski enregistrent les chansons du premier album À peine 21. Son single, Oh tous les soirs, connaît le succès et entre dans les charts français à l'automne 1987 : Jil, avec son timbre de voix singulier, son phrasé parisien et son look androgyne, séduit un large public. D'autres titres sont extraits de cet album (notamment Comme sur une balançoire et Cette fille n'est pas pour toi) et connaissent eux aussi le succès.

### Années 1990: la consécration
En 1990, ils réalisent ensemble le deuxième album, La Charmeuse de serpents. Celui-ci devient double disque d'or, vendu à 300 000 exemplaires, grâce notamment au grand succès, au printemps 1991, de son single Tout c'qui nous sépare (classé 6e en France) ainsi que du titre Natalie Wood, à la fin de cette même année. Jil Caplan choisit la salle parisienne la Cigale qui affiche complet trois soirs de suite. Jil Part ensuite en tournée hexagonale sur plusieurs semaines.
La consécration arrive lors de l'édition 1992 des Victoires de la musique, durant laquelle Jil Caplan est récompensée en tant que meilleur espoir féminin. À cette même époque, un autre extrait de l'album (As-tu déjà oublié ?)  se classe au le Top 50 (et entre même dans le Top 100 néerlandais).
En 1993, son nouvel album, Avant qu'il ne soit trop tard, est encore composé par Jay Alanski, mais ce sera la fin de leur collaboration, Jay souhaitant s'orienter vers la musique électronique.
Jil travaille ensuite avec le compositeur Frank Eulry pour son 4ème album, (1996) sur lequel elle signe tous les textes et quelques musiques, dont le single l'âge de raison.
En 1997, son label Sony  sort une compilation de ses meilleurs titres pour ses dix ans de chansons ː Jours de fête. Elle comprend une reprise de la chanson de Claude Nougaro Tu verras qui sert de single promotionnel.
Jil Caplan interprète également pour Disney la chanson Un autre monde qu'elle co-écrit avec Élisabeth Anaïs en 1997, spécialement pour la nouvelle version française du dessin animé La Petite Sirène de Walt Disney Pictures.

### Années 2000: collaborations renouvelées
Les années 2000 marquent un changement de cap pour elle. Elle quitte son label de toujours, Epic/Sony et travaille désormais avec Jipé Nataf (compositeur des Innocents et ami de toujours)  Mirwais participe à la création du disque. Ce 5e album, intitulé Toute crue est entièrement écrit par elle (2001, Warner). Agnès Merlet réalise le clip du premier single Le lac.
En 2002, sort chez EastWest en co-production avec Doc Pilot un mini-album intitulé Gueule d'amour. Elle en écrit les paroles et Doc Pilot compose la musique (2002, AOL Time Warner).
En 2004, Jil Caplan sort Comme elle vient, fruit d'une collaboration avec un autre ex-Innocent, Jean-Christophe Urbain (Warner). Tournée en France et à l'étranger, ce disque est classé dans les charts français et belges.
2007 est l'année des retrouvailles avec son compositeur d'origine, Jay Alanski. Ils réalisent ensemble son septième album, Derrière la porte, dont elle écrit encore tous les textes. Le premier simple qui en est extrait est Des toutes petites choses. L'album fait l'objet d'une tournée en France et en Europe. Le théâtre de l'Européen est complet pour 2 dates consécutives[réf. nécessaire].

### Années 2010: multiplicité artistique
En 2011, Jil Caplan reprend la route pour une série de concerts en France et une tournée en Chine (2010-2011). En 2011, un  EP de Jil Caplan est disponible sur toutes les plateformes musicales : Revue. C'est un EP de sept titres composé de reprises, avec une version de River of No Return du répertoire de Marilyn Monroe.
En 2012, elle publie chez un éditeur d'art (XX1 siècle éditions) son premier livre, Vie sauvage, un recueil de poésies libres.  Son écriture est très visuelle, et le livre reçoit de bonnes critiques (Claude Sérillon, RTL, France Inter…)[réf. nécessaire].
En 2013, elle réalise plusieurs clips pour le label EN-T records, tout en y en reprenant deux chansons : Want You More, de Robert Palmer, et The Crying Game, de Boy George.
En 2014, elle joue avec succès dans un spectacle théâtral et musical autour des écrivains de la Beat Generation, Sur la route, aux côtés de Philippe Calvario (acteur, metteur en scène) et Sébastien Martel qui interprète la musique du chanteur de folk Woody Guthrie. Le spectacle présenté au festival d'Avignon figure parmi les dix spectacles à retenir, selon le journal Le Monde[réf. nécessaire]. Ce spectacle fait l'objet de deux tournées, en automne 2014 puis en 2015.
En septembre 2014, les éditions Derrière la salle de bains éditent une plaquette de ses poèmes Pour les oiseaux.
Le 10 mars 2017 parait son huitième album intitulé Imparfaite dont elle signe tous les textes. Les musiques sont composées par Romane, guitariste de jazz swing, et arrangé par Jean-Christophe Urbain (Les Innocents).
Puis elle interprète le rôle de Catherine, dans Juste la fin du monde, de Jean-Luc Lagarce, mis en scène par Jean-Charles Mouveaux aux côtés de Philippe Calvario au Studio Hébertot et lors du Festival d'Avignon en 2017 et 2018 au théâtre Le Petit Louvre, repris en 2023.

### Années 2020
En février 2022, elle publie aux éditions Robert Laffont un récit d'apprentissage intitulé Le Feu aux joues dans lequel elle relate ses premiers chocs musicaux évoqués avec vingt-trois albums qui l'ont amenée à devenir elle-même artiste.
Actrice, elle joue au cours de cette même année le personnage de Maggy dans Le Dindon de Georges Feydeau, mis en scène par Philippe Person, pour 53 représentations au théâtre parisien le Lucernaire[réf. nécessaire].
En 2023, le spectacle Juste la fin du monde est repris au Théâtre de l'Épée de Bois pendant deux mois à la Cartoucherie de Vincennes. Au total, ce seront 130 représentations de cette pièce qui auront eu lieu[réf. nécessaire].
Sur les cendres danser, son 9e album studio, sort fin 2023 sur le label AtHome, qu'elle écrit et co-arrange avec la compositrice Émilie Marsh. Ses concerts parisiens au Café de la Danse, puis à la Maroquinerie en 2024, affichent complet[réf. nécessaire].

### Engagement
Jil Caplan s'engage également dans les institutions comme l'ADAMI (élue au conseil d'administration de cette OGC) ou l'UNAC (Union Nationale des Auteurs et Compositeurs). Elle a été également Ambassadrice de l'association Solidarité Femme, qui vient en aide aux femmes qui ont subi des violences[réf. nécessaire].

## Discographie

### Albums studio
- 1987 : À peine 21
- 1990 : La Charmeuse de serpents
- 1993 : Avant qu'il ne soit trop tard
- 1996 : Jil Caplan
- 2001 : Toute crue
- 2002 : Gueule d'amour (avec Doc Pilot) (EP)
- 2004 : Comme elle vient
- 2007 : Derrière la porte
- 2011 : Revue (EP de reprises)
- 2016 : Imparfaite
- 2023 : Sur les cendres danser

### Compilations
- 1998 : Jours de fête

### Singles
- 1987 : Oh ! Tous les soirs
- 1987 : Comme sur une balançoire
- 1988 : Cette fille n'est pas pour toi
- 1989 : Tard dans la nuit
- 1991 : Tout c'qui nous sépare
- 1991 : Natalie Wood
- 1992 : As-tu déjà oublié ?
- 1992 : Parle-moi (entre les tombes)
- 1993 : La Frontière
- 1994 : La Grande Malle
- 1994 : Les Deux bras arrachés
- 1996 : L'Âge de raison
- 1997 : La Passerelle
- 1998 : Tu verras
- 2001 : Le Lac
- 2001 : Toute la journée je reste au lit
- 2002 : La Maison abandonnée
- 2004 : Toi et moi
- 2005 : Assise au-dessus de l'Europe
- 2007 : Des toutes petites choses
- 2017 : Nos chevaux sauvages
- 2023 : Animal Animal

### Inédits et projets spéciaux
- 1991 : Une et les autres, 2e titre du maxi CD 3 titres Natalie Wood
- 1991 : As-tu déjà oublié (remix), maxi CD As-tu déjà oublié
- 1992 : La Chanson d'Hélène, reprise de la chanson de Philippe Sarde, face B du CD 2 titres Parle moi
- 1992 : Les Mots sur l'album Urgence - 27 artistes pour la recherche contre le sida
- 1993 : Le Centre de toi, face B du CD 2 titres La Frontière
- 1997 : Les Eaux de mars (avec Christophe J) sur l'album A Tribute to Jobim
- 1998 : Un autre monde, thème de la bande originale du film La Petite Sirène de Walt Disney
- 1999 : Un train ce soir (avec Rob) sur l'album Hommage à Polnareff/Tribute to Polnareff
- 2002 : La Maison abandonnée - long version, face B du single La Maison abandonnée
- 2013 : Want You More
- 2013 : The Crying Game (ENT-T Records)
- 2014 : Sur la route, album 8 titres à l'occasion du spectacle Sur la route au Festival d'Avignon
- 2014 : Brave Margot, sur l'album Tribute à Georges Brassens par Vitor Hublot
- 2018 : Madeleine, single digital

## Publications
- 2014 : Pour les oiseaux[10] (recueil de poèmes), éditions Derrière la salle de bains
- 2022 : Le Feu aux joues (récit), éditions Robert Laffont,  (ISBN 2221254481).